# Болонская академия наук
Академия наук Института Болоньи (или Болонская академия наук, итал. Accademia delle Scienze dell'Istituto di Bologna) — академия, учреждённая в Болонье (Италия) в 1714 году. Тесно связана с Болонским университетом.

## История
Около 1690 года итальянский студент Эустакио Манфреди (Eustachio Manfredi, 1674–1739, впоследствии известный математик и астроном) учредил в Болонье математическое общество, которое назвал «Академией беспокойных» (Academy degli Inquieti). Вскоре он стал привлекать на заседания общества медиков и учёных других специальностей. Общество приобрело некоторую известность и поддержку, в 1704 году оно обрело более формальную структуру, с назначением председателя и секретаря. Большую поддержку оказал обществу учёный-любитель граф Марсильи, уроженец Болоньи; он предоставил для заседаний свой дом, а в 1714 году добился создания Болонской академии наук, куда вошло общество, основанное Манфреди, а также ранее созданная Марсильи Болонская академия изящных искусств (Accademia di Belle Arti di Bologna).
Первоначально Академия наук включала только музей, который одновременно был учебным заведением и назывался Институтом. В Институте были учреждены пять профессорских кафедр. Марсильи планировал, что Академия и её Институт будет проводить научные исследования, развивая достижения Галилея и Ньютона, однако первое время деятельность Академии ограничивалась общением учёных и устройством научным развлечений и лекций для посетителей. В 1725 году была построена башня астрономической обсерватории, затем были введены в строй типография, библиотека, мастерские и лаборатории. Болонская академия наладила связь с Парижской академией и Лондонским королевским обществом. Интересно, что структура созданной в это же время Петром I Российской академии была похожа на Болонскую академию, роль музея играла Кунсткамера.
Марсильи умер в 1730 году, но развитие деятельности академии продолжалось. Значительную поддержку оказывал римский Папа Бенедикт XIV, также уроженец Болоньи. В 1745 году институт открыл хорошо оборудованный кабинет физики. Одним из членов Института в 1732 году стала Лаура Басси, вторая европейская женщина, получившая высшее образование (первой была Эмили дю Шатле). В 1763 году М. В. Ломоносов передал Болонской Академии наук сборник из девяти своих работ (в том числе «Явление Венеры на Солнце»)  с дарственной надписью на латинском языке: «Знаменитейшей Болонской академии наук автор». В 1764 году Ломоносов был избран почётным членом Академии. В конце XVIII века общеевропейскую славу получил болонский врач Луиджи Гальвани, открывший «животное электричество».
В эпоху наполеоновских войн деятельность Академии была временно приостановлена (1804 год). и возобновлена в 1829 году. Серьёзные трудности Институт испытал и в период объединения Италии (1859 год). Некоторое оживление деятельности произошло на рубеже XIX—XX веков (Аугусто Риги, Джованни Капеллини, Гульельмо Маркони). В начале XX века был создан новый факультет гуманитарных наук, руководимый Джозуэ Кардуччи и Джованни Пасколи, в том числе появились правоведы.

## Современная деятельность
Академия сегодня публикует оригинальные работы в области гуманитарных и естественных наук, организует конференции. В совместных с университетом Болоньи семинарах принимают участие около 1500 учёных ежегодно.
Члены Академии делятся на 8 тематических секций — 4 по естественным наукам и 4 по гуманитарным.
1. Математика, физика, химия, геология.
2. Технические науки.
3. Биология.
4. Медицина.
5. История и филология.
6. Право, экономика, финансы.
7. Философия, педагогика, антропология.
8. Политические и социальные науки.

## Некоторые известные члены и члены-корреспонденты Академии
- Арцела, Чезаре
- Байи, Жан Сильвен
- Басси, Лаура
- Витали, Джузеппе
- Этьен Вольф
- Герман, Якоб
- Дирр, Адольф
- Капеллини, Джованни
- Кардуччи, Джозуэ
- Кюри, Мария
- Лободанов, Александр Павлович
- Ломоносов, Михаил Васильевич
- Маркони, Гульельмо
- Менделеев, Дмитрий Иванович
- Монти, Гаэтано Лоренцо
- Морганьи, Джованни Баттиста
- Пасколи, Джованни
- Риги, Аугусто
- Чебышёв, Пафнутий Львович
- Шильцев, Владимир Дмитриевич
- дю Шатле, Эмили
- Эйнштейн, Альберт
- Эко, Умберто